# Muzeum Etnograficzne im. Seweryna Udzieli w Krakowie

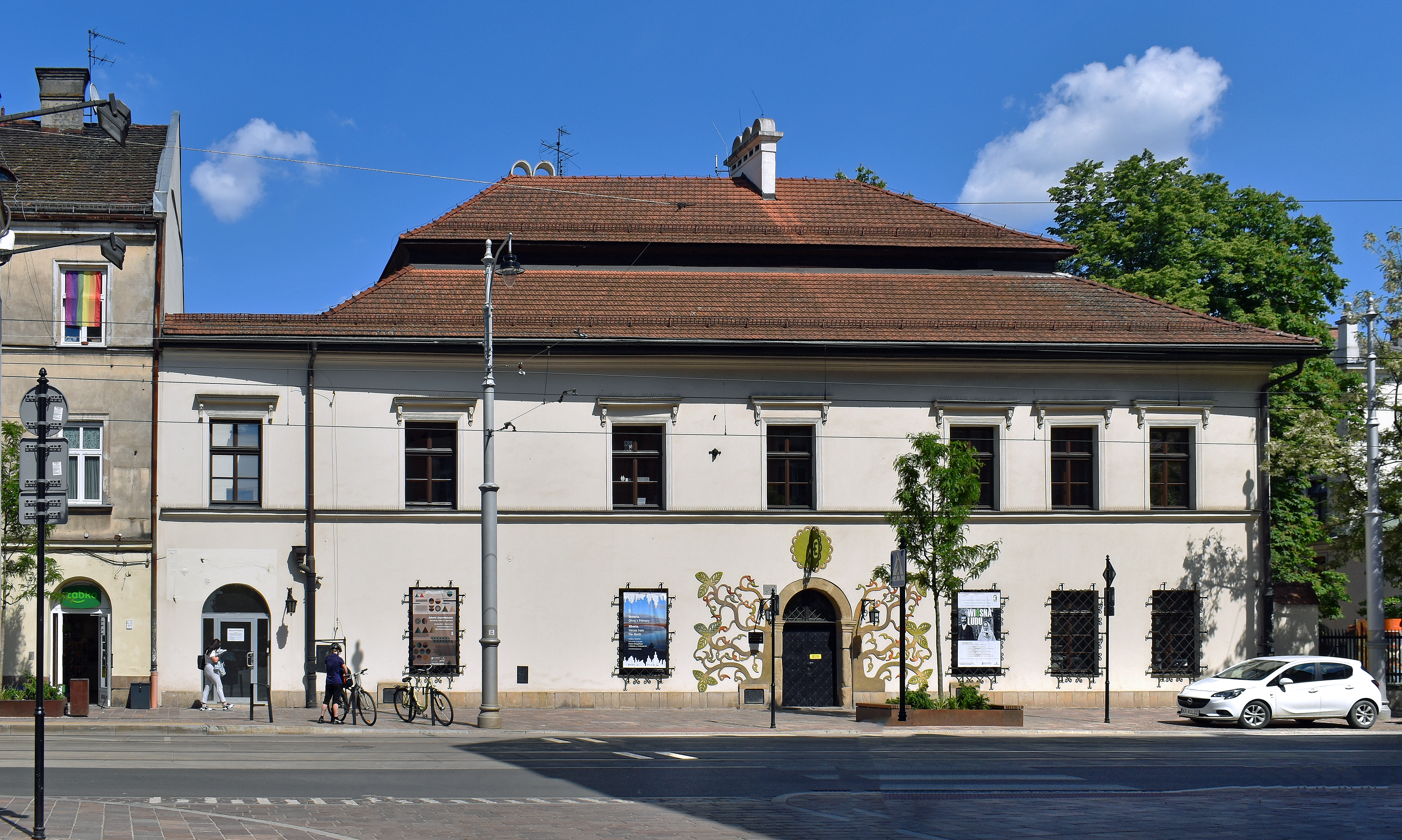
Dom Esterki, ul. Krakowska 46,
oddział Muzeum Etnograficznego im. S. Udzieli w Krakowie.

Muzeum Etnograficzne im. Seweryna Udzieli – muzeum w Krakowie, znajdujące się na Kazimierzu przy pl. Wolnica 1.

## Historia
Plany założenia Muzeum Etnograficznego narodziły się w 1902 r. i związane były z wystawą o sztuce ludowej ze zbiorów Seweryna Udzieli, którą zorganizowało Towarzystwo Polskiej Sztuki Stosowanej. Muzeum Narodowe w 1904 r. utworzyło dział etnograficzny oraz otwarta została stała ekspozycja etnograficzna w Sukiennicach. Znajdowały się tam zbiory między innymi Seweryna Udzieli, Stanisława Witkiewicza, Tadeusza Estreichera. 
W 1910 r. powstało Towarzystwo Muzeum Etnograficznego, które przejęło zbiory od Muzeum Narodowego. W 1911 r. powstała oddzielna placówka przy ulicy Studenckiej, której dyrektorem został Seweryn Udziela. W rok później zbiory eksportowano na Wawel. Po II wojnie światowej siedziba Muzeum Etnograficznego zmieniła miejsce na plac Wolnica 1, a po jakimś czasie również na ulicę Krakowską 46. Główny gmach stanowi Ratusz Kazimierski. Zbiory liczą ponad 80 tysięcy zabytków i związane są z polską kulturą (folklor, sztuka, życie codzienne...) jak i z innymi kulturami Europy i Świata.

## Status prawny i struktura organizacyjna Muzeum
Muzeum działa w oparciu o ustawę o muzeach, ustawę o organizowaniu i prowadzeniu działalności kulturalnej oraz statut Muzeum Etnograficzne im. Seweryna Udzieli w Krakowie nadany uchwałą nr 491/2000 Zarządu Województwa Małopolskiego z dnia 9 listopada 2000 roku. Zgodnie ze statutem muzeum jest samorządową instytucją kultury, wyodrębnioną pod względem prawnym, organizacyjnym i ekonomiczno-finansowym, której organizatorem jest Samorząd Województwa Małopolskiego.
Strukturę Muzeum Etnograficznego im. Seweryna Udzieli w Krakowie tworzą Działy Muzeum:
1. Dział Kultury Materialnej
2. Dział Strojów i Tkanin
3. Dział Kultury Społecznej Wsi
4. Dział Sztuki
5. Dział Kultur Ludowych Europy
6. Dział Kultur Ludowych Pozaeuropejskich
7. Dział Inwentaryzacji i Gromadzenia Zbiorów
8. Dział Oświatowy, Wystaw i Wydawnictw
9. Dział Dokumentacji Kultury Ludowej i Historii Muzeum
10. Dział Konserwacji Zbiorów
11. Biblioteka
12. Dział Administracji, Dozoru i Obsługi
13. Dział Księgowości

Przy ulicy Krakowskiej 46 w Domu Esterki, mieści się filia Muzeum.
Nadzór nad Muzeum w sposób ogólny sprawuje Minister Kultury i Dziedzictwa Narodowego, a w sposób bezpośredni Zarząd Województwa Małopolskiego. Przy Muzeum działa Rada Muzeum, której członków powołuje Samorząd Województwa Małopolskiego. Wewnętrznie zasady pracy Muzeum są określone w Regulaminie Organizacyjnym.